# Mary Black
Mary Black (* 22. Mai 1955 in Dublin) ist eine irische Sängerin.

## Leben
Black wurde in eine musikalische Familie geboren. Ihr Vater war ein Geiger, der von Rathlin Island in Nordirland stammt, ihre Mutter Sängerin. Mary Blacks Schwester Frances Black ist ebenfalls eine erfolgreiche Sängerin. Ihre Brüder hatten ihre eigene Gruppe. Im Alter von acht Jahren sang Mary Volkslieder, die ihr Bruder Shay ihr beibrachte. In ihrer Jugend sang sie in der Gruppe ihrer Familie.
Mary Blacks Karriere begann in den Dubliner Folkclubs. Das erste Solo-Album mit dem Titel Mary Black erschien 1983 und gelangte auf Platz 4 der irischen Charts. Für diese LP bekam sie Gold.
Im Jahre 1986 startete sie ihre Solokarriere, nachdem sie zuvor Mitglied der traditionellen Irish-Folk-Band De Dannan war. Mary Blacks Album No Frontiers, das 1989 veröffentlicht wurde, stieg an die Spitze der irischen Albumcharts, wo es 56 Wochen lang in den Top 30 blieb, und erzielte dreifachen Platinstatus. 1996 trat sie bei der 10. Auflage der Songs an einem Sommerabend auf.
Mary Black ist bis heute (2008) eine besonders in Irland populäre Sängerin. Ihr Musikstil reicht von Jazz bis zur Countrymusik. Sie erhielt bisher (Stand: April 2007) für ihre Soloalben siebenmal Platin.

## Diskografie

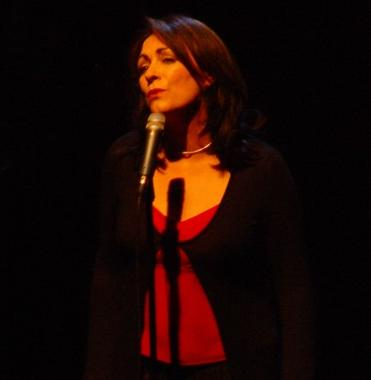
Mary Black (2005)

### Alben
| Jahr | Titel                            | Höchstplatzierung, Gesamtwochen, AuszeichnungChartplatzierungen (Jahr, Titel, Platzierungen, Wochen, Auszeichnungen, Anmerkungen) | Höchstplatzierung, Gesamtwochen, AuszeichnungChartplatzierungen (Jahr, Titel, Platzierungen, Wochen, Auszeichnungen, Anmerkungen) | Anmerkungen                             |
| Jahr | Titel                            | IE | UK | Anmerkungen                             |
| ---- | -------------------------------- | --- | --- | --------------------------------------- |
| 1993 | The Holy Ground                  | — | UK58 (2 Wo.)UK |                                         |
| 1995 | Circus                           | — | UK16 (7 Wo.)UK |                                         |
| 1997 | Shine                            | — | UK33 (5 Wo.)UK |                                         |
| 1999 | Speaking with the Angels         | — | UK63 (2 Wo.)UK |                                         |
| 2000 | The Collection                   | IE29 (4 Wo.)IE | — |                                         |
| 2001 | The Best of 1991-2001            | IE1 (26 Wo.)IE | — |                                         |
| 2005 | Full Tide                        | IE16 (9 Wo.)IE | — |                                         |
| 2008 | 25 Years, 25 Songs               | IE1 (56 Wo.)IE | — |                                         |
| 2011 | Stories from the Steeples        | IE13 (7 Wo.)IE | — | Erstveröffentlichung: 21. Oktober 2011  |
| 2014 | Down the Crooked Road            | IE19 (11 Wo.)IE | — | Erstveröffentlichung: 17. Oktober 2014  |
| 2017 | Mary Black Sings Jimmy MacCarthy | IE48 (5 Wo.)IE | — | Erstveröffentlichung: 10. November 2017 |

grau schraffiert: keine Chartdaten aus diesem Jahr verfügbar
Weitere Alben
- 1983: Mary Black
- 1984: Collected
- 1985: Without the Fanfare
- 1987: By the Time It Gets Dark
- 1989: No Frontiers
- 1990: The Best of Mary Black
- 1991: Babes in the Wood
- 1992: The Collection
- 1995: Looking Back
- 1996: Wonder Child
- 1996: Circus (USA)
- 1998: Song for Ireland (USA)
- 2001: The Best of Mary Black 1991-2001 & Hidden Darvest (2CD)
- 2003: Mary Black Live (als CD/DVD und CD/VHS)
- 2005: Full Tide
- 2008: Twenty-Five Years – Twenty-Five Songs
- 2011: Stories from the Steeples
- 2014: Down the Crooked Road